# Fallschirmspezialzug
Ein Fallschirmspezialzug (FschSpezZg) ist eine Teileinheit der Fallschirmjägertruppe der deutschen Bundeswehr. Er hat den Auftrag, Behelfslandebahnen/Temporary Landing Zones (TLZ) für Luftfahrzeuge und Absetzzonen für Springer zu erkunden, zu betreiben und zu sichern. Fallschirmspezialzüge sind in jedem der zwei Fallschirmjägerregimenter der Bundeswehr als Teileinheit der 1. Kompanie (Versorgungs- und Unterstützungskompanie) aufgestellt. Sie bilden die Vorauskräfte des Fallschirmjägerregimentes oder eines Einsatzverbandes. Alle Soldaten der beiden Fallschirmspezialzüge gehören den spezialisierten Kräfte des Heeres mit erweiterter Grundbefähigung (SpezlKr H EGB) an.

## Auftrag
- Erkunden, Sichern und Betreiben von Behelfslandeplätzen oder Landezonen
- Aufklärung im Nahbereich
- Verbringen von nicht im Sprungeinsatz ausgebildeten Personen im Fallschirm-Tandemsprung
- Militärische Flugverkehrskontrolle Air Traffic Control ATC
- Leiten von Luftnahunterstützung Forward Air Control JTAC / FAC
- direkte Gefechtsunterstützung von Spezialkräften (KSK/KSM) nach Gleiteinsatz

## Gliederung
- Zugtrupp
- Combat Control Team (CCT)
- Fernmeldespezialgruppe
- Sicherungsgruppe 1
- Sicherungsgruppe 2

## Rekrutierung und Ausbildung
Aktive Soldaten der Fallschirmjägerregimenter oder Freiwillige aller Teilstreitkräfte können bei Bedarf, insbesondere wenn sie schon während der Grundausbildung besonders herausragende Leistungen gezeigt haben, sich auf einen der freien Dienstposten der Teileinheit bewerben. Voraussetzung ist das positiv erfolgte Auswahlverfahren SpezlKrH EGB.
Die Ausbildung der Soldaten der Fallschirmspezialzüge erfolgt Lehrgangsgebunden mit Schwerpunkt am Ausbildungszentrum Spezielle Operationen in Pfullendorf.
Pflichtausbildungen für alle Soldaten der Züge sind:
- der Einzelkämpferlehrgang 1, für Feldwebel und Offiziere zusätzlich Einzelkämpferlehrgang 2 ('Jagdkommando')
- Freifalllehrgänge Teil 1 (bis 3650 m NN/12000 ft MSL) und 2 (über 3650 m NN/12000 ft MSL mit Sprunggepäck, Waffe und Zusatzausrüstung bei Tag und Nacht)
- EGB-Module: ST EGB (Schießtechnik EGB), GDS EGB (Gefechtsdrillschießen EGB), NK EGB (Nahkampf EGB), SERE Level C (Überlebenslehrgang Spezialkräfte), Combat First Responder A (Sanitätsausbildung für spezialisierte Kräfte)

Die Offizier- und Feldwebeldienstgrade nehmen an weiteren Lehrgängen wie den Planungs-u. Führungslehrgängen EGB, dem Schießlehrer EGB, dem Sprenglehrgang oder den Freifalllehrgängen Teil 3 und 4 für Absetzer von militärischen Freifall-Fallschirmspringern / Materialwart Sauerstoffgeräte und (auch für besonders qualifizierte Mannschaften) Personentransport mittels Tandemsprung (Berechtigung zum Transport von schweren Lasten und/oder Personen mit einem Gleitfallschirmsystem aus Höhen bis 3650 m NN/12000 ft MSL bei Tag) teil.
Besonders qualifizierte Dienstgrade können zum JTAC oder CombatControl-Offz bzw. CombatControl-Fw ausgebildet und als Forward Air Controller eingesetzt werden, um das Feuer der Artillerie zu lenken oder Luftnahunterstützung zu leiten.